# Lozna (Botoșani)
Pour les articles homonymes, voir Lozna.
Lozna est une commune du județ de Botoșani en Roumanie.